# هارتسفيل (تينيسي)
هارتسفيل (بالإنجليزية: Hartsville, Tennessee)‏ هي بلدة تقع بولاية تينيسي في الولايات المتحدة. تأسست عام 1797، تبلغ مساحتها 9.2 (كم²)، وترتفع عن سطح البحر 144 م، بلغ عدد سكانها 2395 نسمة في عام 2000 حسب إحصاء مكتب تعداد الولايات المتحدة وتصل الكثافة السكانية فيها 260.1 نسمة/كم2.

## التركيبة السكانية
حدّد مكتب تعداد الولايات المتحدة بيانات التركيبة السكانية لهارتسفيل في تعداد الولايات المتحدة. في ما يلي، التركيبة السكانية حسب تعدادي 2000 و2010.

### تعداد عام 2000
بلغ عدد سكان هارتسفيل 2,395 نسمة بحسب تعداد عام 2000، وبلغ عدد الأسر 938 أسرة وعدد العائلات 601 عائلة مقيمة في البلدة. في حين سجلت الكثافة السكانية 260.3 نسمة لكل كيلومتر مربع (674.2/ميل2). وبلغ عدد الوحدات السكنية 1,043 وحدة بمتوسط كثافة قدره 113.4 لكل كيلومتر مربع (293.7/ميل2).
وتوزع التركيب العرقي للبلدة بنسبة 75.70% من البيض و22.46% من الأمريكيين الأفارقة و0.29% من الأمريكيين الأصليين و0.21% من الأمريكيين ذوي الأصول الآسيوية و0.04% من سكان جزر المحيط الهادئ و0.84% من الأعراق الأخرى و0.46% من عرقين مختلطين أو أكثر و1.46% من الهسبانيون أو اللاتينيون من أي عرق.
بلغ عدد الأسر 938 أسرة كانت نسبة 34.8% منها لديها أطفال تحت سن الثامنة عشر تعيش معهم، وبلغت نسبة الأزواج القاطنين مع بعضهم البعض 42.2% من أصل المجموع الكلي للأسر، ونسبة 18.9% من الأسر كان لديها معيلات من الإناث دون وجود شريك، بينما كانت نسبة 3% من الأسر لديها معيلون من الذكور دون وجود شريكة وكانت نسبة 35.9% من غير العائلات. تألفت نسبة 31.2% من أصل جميع الأسر من عدة أفراد يعيشون في نفس المنزل ونسبة 13.8% كانت تتألف من شخص يعيش بمفرده يبلغ من العمر 65 عاماً أو أكثر. وبلغ متوسط حجم الأسرة المعيشية 2.38، أما متوسط حجم العائلات فبلغ 2.96.
بلغ العمر الوسطي للسكان 39.3 عاماً. وكانت نسبة 23.3% من القاطنين تحت سن الثامنة عشر، وكانت نسبة 8.7% بين الثامنة عشر والرابعة والعشرين عاماً، ونسبة 24.9% كانت واقعةً في الفئة العمرية ما بين الخامسة والعشرين والرابعة والأربعين عاماً، ونسبة 21.3% كانت ما بين الخامسة والأربعين والرابعة والستين، ونسبة 14.9% كانت ضمن فئة الخامسة والستين عاماً فما فوق. يوجد لكل 100 أنثى 86.4 ذكر، ويوجد لكل 100 أنثى في الثامنة عشر من عمرها فما فوق 79.4 ذكر.
بلغ متوسط دخل الأسرة في البلدة 26,797 دولارًا، أما متوسط دخل العائلة فبلغ 33,523 دولارًا. وكان متوسط دخل الذكور 27,232 دولارًا مقابل 21,429 دولارًا للإناث. وسجل دخل الفرد الخاص بالبلدة 14,226 دولارًا. وكانت نسبة 17% من العائلات ونسبة 19.7% من السكان تحت خط الفقر، وكان من هؤلاء نسبة 21.9% تحت سن الثامنة عشر ونسبة 24.3% في الخامسة والستين من العمر وما فوق.

## أعلام
- كيمبرلي لوك
- جون مارتن
- رالف أوين

## وصلات خارجية
- The US50 - Cities and Towns in Tennessee State
- Tennessee Cities and Towns, Facts, Map, Flag, Colleges, Government, and More